# Оувайрюфосс
Оувайрюфосс (исл. Ófærufoss) — двухступенчатый водопад на реке Нирдри-Оувайрау (исл. Nyrðri-Ófærá) в Исландии. Водопад находится в вулканическом каньоне Эльдгьяу у южных предгорий Исландского плато (регион Сюдюрланд). Над водопадом ранее располагался естественный каменный мост, но он был разрушен вследствие паводка в 1992—1993 годах.

## Галерея

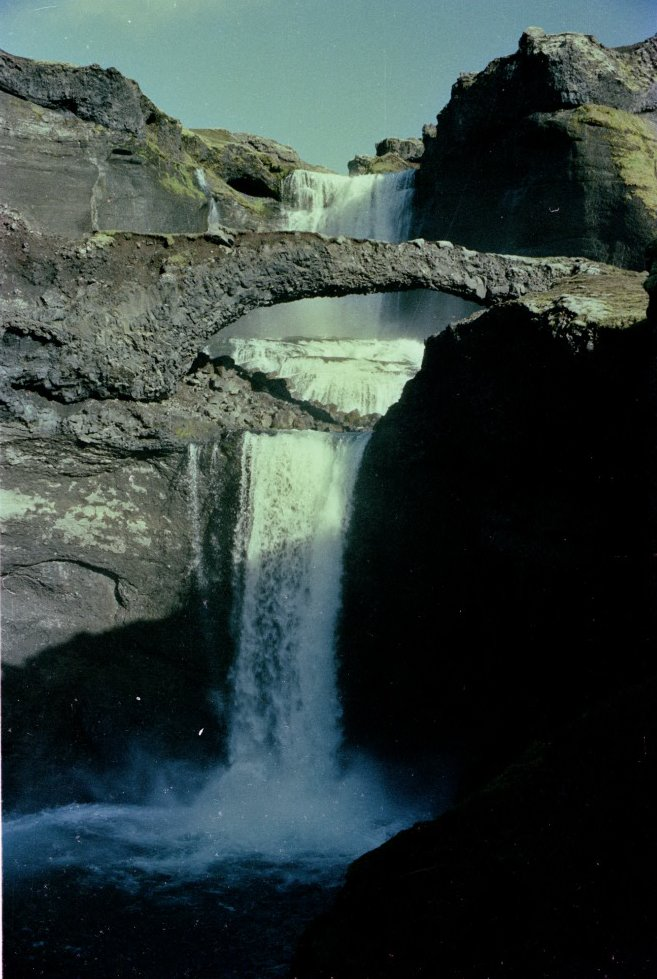
Каменный "мост" в 1984 году
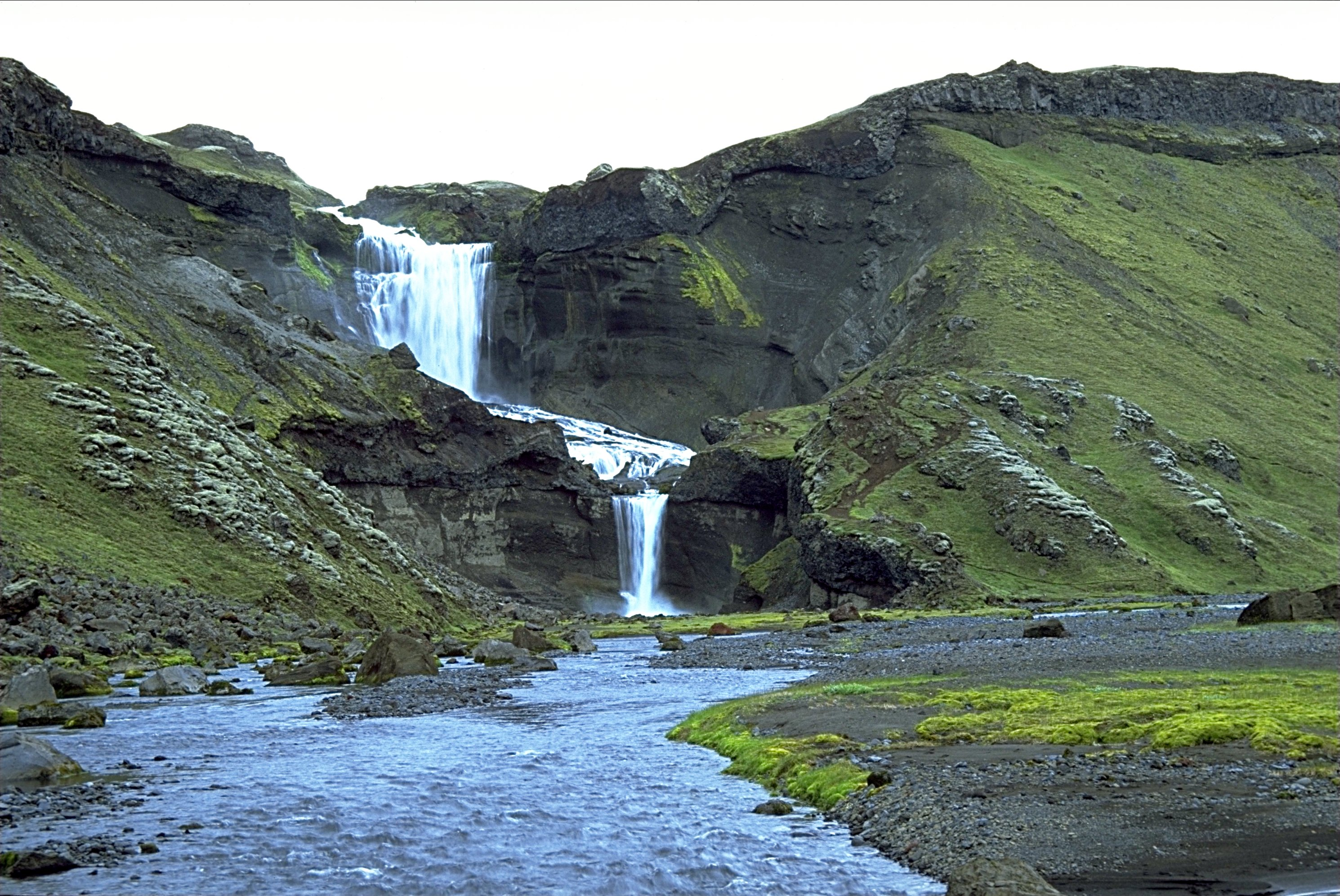
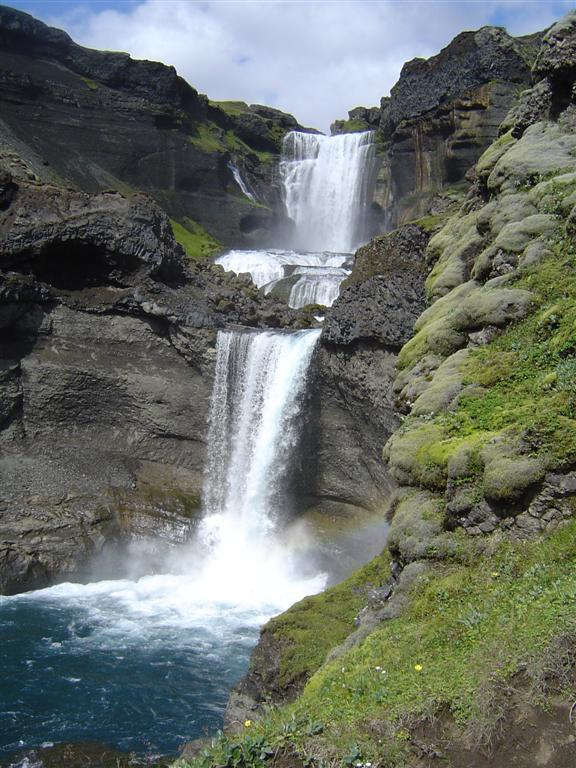